# أوكتافيوس إليس
أوكتافيوس إليس (بالإنجليزية: Octavius Ellis) مواليد 10 مارس 1993 في ممفيس، هو لاعب كرة سلة أمريكي. بدأ مسيرته الاحترافية في سنة 2016. يبلغ طوله 6 قدم 10 بوصة (2.1 م). لعب مع نادي مورنار بار لكرة السلة في دوري أبطال أوروبا لكرة السلة.

## روابط خارجية
- أوكتافيوس إليس على موقع الدوري الأوروبي لكرة السلة (الإنجليزية)
- أوكتافيوس إليس على موقع كرة السلة الأوروبية.كوم (الإنجليزية)
- أوكتافيوس إليس على موقع DraftExpress.com (الإنجليزية)
- أوكتافيوس إليس على موقع كلية كرة السلة في سبورتس رفرنس.كوم (الإنجليزية)
- أوكتافيوس إليس على موقع ريلجم (الإنجليزية)
- أوكتافيوس إليس على موقع بروبوليرز (الإنجليزية)
- أوكتافيوس إليس على موقع سبورتس رفرنس (الإنجليزية)